# Jalůvčí
Jalůvčí  je XVII. část statutárního města Děčín, nachází se na severu města. Jalůvčí má devět ulic. Ulice Drážďanská spojuje Jalůvčí s Přípeří a ulice 5. května s Bělou. Jalůvčí leží v katastrálním území Prostřední Žleb o výměře 11,15 km². Vlastní katastr sídla včetně komunikací má výměru cca 0,33 km².

## Historie

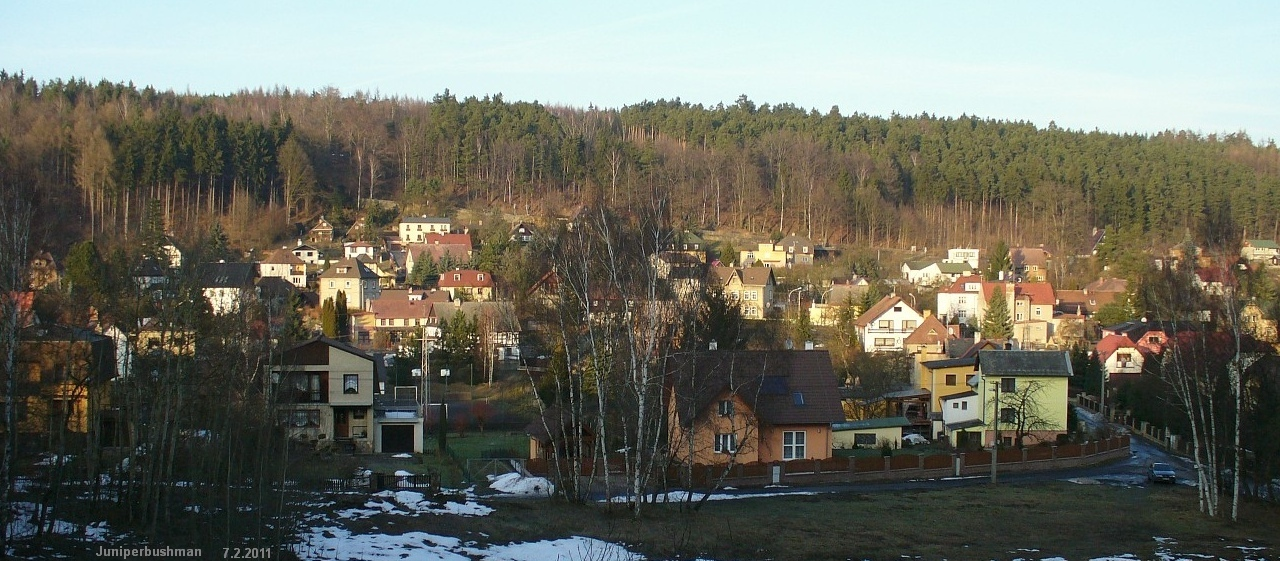
Jalůvčí z bývalé sjezdovky

První písemná zmínka o vesnici pochází z roku 1579. Přesné datování založení není známo. Bývají uváděny roky 1550 nebo 1543. Osada byla založena na pastvinách zvaných Kalbens Wiese, doslova Jalovičí louka, a krátce nesla toto jméno. Název Kalmswiese, který se objevil na Müllerově mapě v roce 1720, se stal oficiálním názvem až do roku 1947, kdy je vyhláškou Ministerstva vnitra stanoven úřední název Jalůvčí. V období, kdy byla obec v popředí zájmu turistů a rekreantů, užívali obyvatelé často lépe znějící modifikaci názvu Kalmewiese, což znamená „Louka v tišině“. Tento název, ač neoficiální, pronikl před druhou světovou válkou občas i do úředních záznamů.
Těsně po druhé světové válce byl místními úřady (MNV Prostřední Grunt) užíván název Telecí nebo Telecí u Podmokel, přestože byl již v roce 1946 povolen název Jalůvčí. Název Telecí považovali noví čeští obyvatelé za hanlivý a podávali různé návrhy na přejmenování, například: Gottwaldovo, Mezilesí apod.
| Název                                 | (Překlad)           | Datum       | Zdroj                          | Poznámka                         |
| ------------------------------------- | ------------------- | ----------- | ------------------------------ | -------------------------------- |
| Kalbens Wiese                         | (Jalovičí louka)    | před 1620   | [ 4 ]                          |                                  |
| Kalbeswiese Calbeswiese, Calbeswiesen | (Telecí louka(y))   | 17. století | urbáře, berní ruly             |                                  |
| Kalten Wiesen                         | (Studené louky)     | 1713        |                                |                                  |
| Kalmswiese                            | (Puškvorcová louka) | od 1720     | Müllerova mapa                 |                                  |
| Kaperswiese                           | („Pirátská louka“?) | 1790        | Schallerova topografie         | zjevná zkomolenina               |
| Kalmewiese Kalmenwiese                | (Louka v tišině)    | před 1940   |                                | neoficiální (lépe znějící) název |
| Telecí Telecí u Podmokel              |                     | 1945–1947   | dokumenty MNV Prostřední Grunt | provizorní pojmenování           |
| Jalůvčí                               |                     | 1. 7. 1947  | vyhláška MV č. 123/1947 Sb.    |                                  |

## Obyvatelstvo
Při sčítání lidu v roce 1921 ve vsi žilo 580 obyvatel (z toho 247 mužů), z nichž bylo čtrnáct Čechoslováků, 499 Němců, jeden Žid a šestnáct cizinců. Kromě 37 evangelíků, jednoho žida a dvou lidí bez vyznání byli římskými katolíky. Podle sčítání lidu z roku 1930 měla vesnice 598 obyvatel: devatenáct Čechoslováků, 560 Němců a devatenáct cizinců. Převažovala římskokatolická většina (452 osob), ale žilo zde také 51 evangelíků, dva příslušníci nezjišťovaných církví a 93 cizinců.
| Obyvatelé                                                      | 361 | 362 | 401 | 484 | 541 | 530 | 598 | 677 | 453 | 481 | 456 | 493 | 460 | 492 | 571 |
| Domy                                                           | 47  | 52  | 56  | 68  | 76  | 78  | 101 | 120 | 108 | —   | 110 | 126 | 146 | 168 | 199 |
| Počet domů z roku 1961 je zahrnut v domech místní části Děčín. |     |     |     |     |     |     |     |     |     |     |     |     |     |     |     |

## Pamětihodnosti
- Venkovská usedlost čp. 13
- Dub v Jalůvčí – památný strom, rostl u místní komunikace nedaleko okraje lesního porostu v místech poslední zástavby,[9] byl poražen z bezpečnostních důvodů v únoru 2013.